# Boccardo (cognome)
Boccardo è un cognome di lingua italiana.

## Varianti
Boccardi, Bocchiardi, Bocchiardo, Bocciardi, Bocciardo, Broccardo, Brucco, Buccardo.

## Origine e diffusione
Cognome tipicamente settentrionale: è presente prevalentemente in Lombardia, Piemonte e Liguria. Nella variante Bocciero è presente nel casertano e nel Veneto a costituire due importanti rami della nobiltà Bouchard. E confermate dalle comuni radici cavalleresche testimoniate nella genealogia e negli stemmi delle rispettive casate.   
Potrebbe derivare dal prenome medioevale Boccardo, dal tedesco Burghard, dal germanico burg, "borgo", e hard, "ardito".

## Persone
- Delia Boccardo, attrice italiana
- Gabriella Boccardo, attrice italiana
- Gianfrancesco Boccardo, poeta italiano del XV secolo